# South West, Western Australia
South West är en region i sydvästra Western Australia. Regionen har Medelhavsklimat och är Western Australias populäraste turistmål efter Perth. Ekonomin är diversifierad. Förutom jordbruk är aluminiumindustrin, skogsbruk, och vinodling viktiga näringar.
Regionen omfattar 12 lokala förvaltningsområden:
- Augusta-Margaret River
- Boyup Brook
- Bridgetown-Greenbushes
- Bunbury
- Busselton
- Capel
- Collie
- Dardanup
- Donnybrook-Balingup
- Harvey
- Manjimup
- Nannup